# Antonina de Bourbon-Vendôme

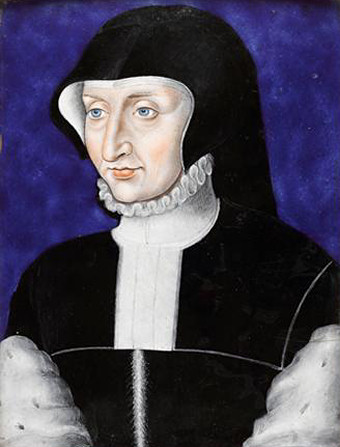
Antonina de Bourbon

Antonina de Bourbon-Vendôme (ur. 25 grudnia 1494, w Ham, zm. 22 stycznia 1583, w Joinville) – starsza córka Franciszka, hrabiego Vendôme, i jego żony – Marii Luksemburskiej.
Antonina pochodziła ze znanej rodziny, wywodzącej się od samego Ludwika IX Świętego, króla Francji, poprzez jego syna – Roberta de Clermont. Starszy brat Antoniny – Karol IV de Bourbon-Vendôme został dziadkiem innego króla Francji – Henryka IV z dynastii Burbonów.

## Małżeństwo
9 czerwca 1513 w paryskim Palais Royal des Tournelles (lub według innych źródeł – w Hôtel d'Etampes), Antonina poślubiła Klaudiusza Lotaryńskiego, młodszego syna księcia Lotaryngii – René II. Małżeństwo to zaaranżował sam król Ludwik XII Walezjusz. W ceremonii oprócz króla brał zaś udział także Franciszek d'Angoulême (przyszły król Franciszek I), który był świadkiem Klaudiusza. W 1528 Antonina została księżną, kiedy król Franciszek I nadał Klaudiuszowi tytuł pierwszego księcia de Guise.
Antonina i Klaudiusz osiedli razem w ich księstwie Baru, gdzie urodziła się ich córka Maria i syn Franciszek, który po śmierci ojca został panem Joinville. Pozostałe dzieci Antoniny i Klaudiusza urodziły się w Joinville.
Całe życie Antonina poświęcała się swojej rodzinie i wierze. Spowodowało to, że jej dzieci stały się bardzo ambitne i to dzięki nim imię Antoniny przetrwało do dziś. Ze swoim mężem Antonina stworzyła nowy francuski ród szlachecki, który odegrał ważną rolę w szesnastowiecznej Francji.
Antonina była żarliwą katoliczką, co odcisnęło piętno na jej dzieciach – jej potomkowie walczyli po stronie katolików w wojnach religijnych, byli jednymi z inicjatorów nocy św. Bartłomieja i przywódcami Ligi Katolickiej. Syn Antoniny Franciszek i jego oddziały dokonali masakry w Wassy.

## Potomstwo
- Maria de Guise (1515–1560), żona Jakuba V, króla Szkocji,
- Franciszek, książę de Guise (1519–1563),
- Ludwika de Guise (1520, w Bar-le-Duc – 1542), żona Karola I, księcia Arschot,
- Rene de Guise (1522–1602), przełożona w Reims,
- Karol, książę Chevreuse, arcybiskup Reims i kardynał de Guise (1524–1574),
- Klaudiusz, książę Aumale (1526–1573),
- Ludwik I, kardynał de Guise (1527–1578),
- Filip (1529, w Joinville i zmarły w dzieciństwie),
- Piotr (1530, w Joinville i zmarły w dzieciństwie),
- Antonina de Guise (1531, w Joinville – 1561), przełożona w Faremoutier,
- Franciszek, Wielki Przeor Zakonu Maltańskiego (1534, w Joinville – 1563),
- Rene, markiz Elbeuf (1536–1566).

Antonina de Bourbon-Vendôme zmarła w wieku 89 lat, o 33 lata przeżyła swojego męża (zmarłego w 1550). Po śmierci męża bardzo rzadko opuszczała zamek w Joinville.